# Вильнёв-дю-Пареаж
Вильнё́в-дю-Пареа́ж (фр. Villeneuve-du-Paréage, окс. Vilanòva del Pariatge) — коммуна во Франции, находится в регионе Окситания. Департамент коммуны — Арьеж. Входит в состав кантона Восточный Памье. Округ коммуны — Памье.
Код INSEE коммуны — 09339.

## Население
Население коммуны на 2008 год составляло 630 человек.
| 1962 | 1968 | 1975 | 1982 | 1990 | 1999 | 2008 |
| ---- | ---- | ---- | ---- | ---- | ---- | ---- |
| 354  | 374  | 358  | 412  | 489  | 523  | 630  |

## Экономика
В 2007 году среди 406 человек в трудоспособном возрасте (15—64 лет) 298 были экономически активными, 108 — неактивными (показатель активности — 73,4 %, в 1999 году было 68,4 %). Из 298 активных работали 280 человек (156 мужчин и 124 женщины), безработных было 18 (6 мужчин и 12 женщин). Среди 108 неактивных 30 человек были учениками или студентами, 42 — пенсионерами, 36 были неактивными по другим причинам.

## Достопримечательности
- Церковь Сен-Блез